# Gentianella saposhnikovii
Gentianella saposhnikovii är en gentianaväxtart som först beskrevs av M.G. Pachomova, och fick sitt nu gällande namn av Czer.. Gentianella saposhnikovii ingår i släktet gentianellor, och familjen gentianaväxter. Inga underarter finns listade i Catalogue of Life.